# Formiche Alto
Formiche Alto (en xurro, Formich; en castellà i oficialment, Formiche Alto) és un municipi d'Aragó a la província de Terol i enquadrat a la comarca de Gúdar-Javalambre. És a la serra Camarena, al costat del riu Millars i compta amb restes ibèriques.